# Eustroma ovulata
Eustroma ovulata là một loài bướm đêm trong họ Geometridae.